# Genieten (tijdschrift)
Genieten was een Vlaams reistijdschrift. Het werd oorspronkelijk uitgegeven door Magnet Magazines, een dochteronderneming van De Persgroep. Hoofdredacteur was toen Martine Wauters.
Genieten werd gelanceerd in 1999. Het maandblad begon als breed lifestylemagazine voor een iets oudere doelgroep maar werd omgevormd tot reismagazine toen het bijblad Goed Reizen (zelf een verderzetting van Outside, dat in 1996 was gelanceerd) werd geïntegreerd in het moederblad.
In 2008 verkocht De Persgroep het tijdschrift aan Dupuis Presse. Na het faillissement van Dupuis Presse werd in 2013 Genieten overgenomen en geïntegreerd in het tijdschrift Grande.